# Samy Halfon
Samuel Kémal Halfon, dit Samy Halfon, né le 3 septembre 1905 à Andrinople, et mort le 7 décembre 1986 à Kfar Saba, est un producteur de cinéma français d'origine turque.
Il a co-produit, par l'intermédiaire de sa société Como films, des films majeurs du cinéma français des années 1950 et 1960, tels que Nuit et Brouillard, Hiroshima mon amour, et L'Année dernière à Marienbad d'Alain Resnais, et a financé les cinq premiers longs-métrages d'Alain Robbe-Grillet. Son nom reste attaché à la mise en place de nombreuses co-productions européennes (Belgique, Pologne, Roumanie, Tchécoslovaquie) et internationales (URSS, Israël, Japon, Turquie, Tunisie).

## Biographie

### Jeunesse
Samy Halfon nait en 1905 dans une famille séfarade d’Edirne (alors appelé Andrinople), en Turquie, aux frontières de la Grèce. À la faveur d’une bourse, il part étudier au Lycée français du Caire, puis en France, où il étudie les langues. Naturalisé en 1933, Samy Halfon se marie la même année avec Jacqueline Roos (1913-1992), et enseigne à l’École Maïmonide, fondée en 1935 à Boulogne-Billancourt, jusqu’à sa fermeture en 1939.

### Activités dans la Résistance française
Mobilisé dans l’armée française au début de la guerre, il est blessé devant Forbach. Peu après son retour à Paris, Samy Halfon est nommé directeur de l’Hôpital Rothschild en mars 1940. Sous l’occupation allemande, il tente de protéger les patients de la persécution nazie et de les sauver de la déportation vers les camps d'extermination. Lors d’une visite à l'hôpital de Theodor Dannecker, chef de la section « IV J » de la Gestapo (chargée de la « question juive »), le 29 avril 1942, il est arrêté puis emprisonné. Il s’évade, et gagne la zone Sud, dans laquelle il organise plusieurs noyaux de résistance. En mai 1944, il commande comme Capitaine la 9e Compagnie d’Auvergne de l’Armée Secrète. Il est décoré de la Médaille de la Résistance française en 1947 pour ses actions.
Après la libération de Paris à l’été 1944, Samy Halfon regagne la capitale et reprend provisoirement son poste à la direction de l’Hôpital Rothschild. Cependant, en raison des accusations de collaboration qu’il a adressé à un chirurgien de l’Hôpital, la Fondation Rothschild suspend ses fonctions en 1945. Il se remarie avec Anne-Marie Fuss (1906-1949), ancienne danseuse, qui meurt peu de temps après leur mariage.

### Producteur de cinéma (1951-1971)
Au début des années 1950, Samy Halfon, dont un oncle est producteur de cinéma en Turquie, rejoint la société Argos Films fondée par Anatole Dauman et Philippe Lifchitz et devient à leur côté l’"un des trois dieux d’Argos", avant de créer sa propre société de production, Como Films (en activité jusqu’en 1984).
Sa santé déficiente le conduit à se retirer du monde du cinéma à partir de 1970, et à émigrer en 1977 en Israël où vivent des membres de sa famille. Il meurt et est enterré à Kfar Saba, au nord de Tel Aviv, en 1986.

## Filmographie

### Producteur

#### Courts-métrages
- 1951 : Les Désastres de la guerre de Pierre Kast
- 1956 : Paris la nuit de Jacques Baratier et Jean Valère
- 1956 : Le Voyageur d'Henri Gruel
- 1957 : Notre-Dame, cathédrale de Paris de Georges Franju
- 1958 : La Joconde : Histoire d'une obsession d'Henri Gruel
- 1964 : Les Temps morts de René Laloux
- 1964 : Maître Galip de Maurice Pialat
- 1964 : La Corne d'Or de Maurice Pialat
- 1964 : Istambul de Maurice Pialat
- 1964 : Byzance de Maurice Pialat
- 1964 : Bosphore de Maurice Pialat
- 1965 : Pehlivan de Maurice Pialat
- 1966 : Un autre monde de Jean Jabely
- 1966 : À l'assaut du ciel de Jan Peré
- 1966 : Images pour Bach de Jean Jabely
- 1966 : Elles d'Alain Magrou
- 1967 : Des terrils et des Turcs de Jean-Michel Barjol

#### Moyens-métrages
- 1956 : Nuit et Brouillard d'Alain Resnais

#### Longs-métrages
- 1953 : Les Crimes de l'amour, film à sketches composé du Rideau cramoisi d'Alexandre Astruc et de Mina de Vanghel de Maurice Barry et Maurice Clavel)
- 1959 : Hiroshima mon amour d'Alain Resnais (producteur délégué)
- 1961 : L'Année dernière à Marienbad d'Alain Resnais
- 1963 : L'Immortelle d'Alain Robbe-Grillet
- 1963 : Codine d'Henri Colpi
- 1964 : Donnez-moi dix hommes désespérés d'Pierre Zimmer
- 1967 : Lettre à Carla de Jean-José Richer
- 1967 : Trans-Europ-Express d'Alain Robbe-Grillet
- 1968 : L'Homme qui ment d'Alain Robbe-Grillet
- 1969 : La Chasse royale de François Leterrier
- 1970 : L'Eden et après d'Alain Robbe-Grillet
- 1971 : N. a pris les dés... d'Alain Robbe-Grillet